# 慈眼寺 (大東市)
慈眼寺（じげんじ）は、大阪府大東市野崎にある曹洞宗の寺院。山号は福聚山（ふくじゅさん）。本尊は十一面観音。野崎観音（のざきかんのん）の通称で知られる。

## 概要
生駒山地北部の中腹に位置し、境内からは大阪平野を望むことができる。境内から野崎城跡をへて吊り橋を通って飯盛山・飯盛山城跡などへ至る登山道があるため、休日は登山者の参詣も多い。
5月頭の無縁経法要（「有縁無縁すべてのもの」に対し、感謝の読経を捧げる行事）は「野崎詣り（のざきまいり）」の通称で知られ、江戸時代より続く。「野崎詣り」の期間は参拝客で賑わう。
かつての「野崎詣り」は大坂から川を遡り、かつて生駒山の麓に存在した深野池まで舟で行くという参詣の風景が見られ、人形浄瑠璃や落語等のフィクション作品の舞台となっている（後述）。
毎週日曜日に座禅会が開かれており、毎月18日には写経会が開かれている。
愛知県知立市の慈眼寺は、宗派も山号も全く同じである。

## 歴史
天平勝宝年間（749年 - 757年）に天竺（インド）から来朝した婆羅門僧正が行基に「野崎は釈迦如来が初めて仏法を説いた鹿野苑（サールナート）に似ている」と語り、それを受けた行基が、白樺で十一面観音を刻んで当地に安置したのが始まりと伝えられる。本尊は長谷寺の本尊と同木から彫られたという。
平安時代、遊女・江口の君（江口の長者）が、難病治癒の報恩を感謝するため現在の場所に寺を移転し、再興に尽力（同寺では中興の祖と位置付けられている。なお、寺院移転に関しては真言宗関与説がある）した。
室町時代には当寺の後方に河内守護畠山氏によって野崎城が築城されたために戦火にあって衰微した。特に永禄8年（1565年）には三好三人衆と松永久秀による合戦の兵火（東大寺大仏殿の戦い）にかかり、本尊を除いて全焼している。
元和2年（1616年）に青厳によって再興されると、天和2年（1682年）に「野崎詣り」が始まる。元禄・宝永年間（1688年 - 1710年）までに、同行事が盛んになるにつれて、門前が繁栄するようになった。
昭和47年（1972年）7月12日、 昭和47年7月豪雨により寺院裏手の山が崩れ、大書院が土砂で埋まって全壊する。
大阪みどりの百選に「野崎観音の緑」が選ばれている。

## 境内
- 本堂 - 1950年（昭和25年）に尾瀧一峰和尚が日下大龍寺観音堂を譲り受けて移築したもの。元禄8年（1695年）の建物。四天王によって守護される本堂には、本尊の十一面観世音菩薩および、普賢菩薩、文殊菩薩が祀られている。1999年（平成11年）に完成した壁画『花蝶菩薩』には、黄道十二星座が表現されている。
- 仮羅漢堂 - 釈迦の16人の弟子である十六羅漢像を祀る。北河内の遊び歌において「野崎観音十六羅漢、うちの親父は働かん」とユーモラスに歌われた。なお、本来の羅漢堂は1951年（昭和26年）に山崩れによって流失した。羅漢像は修復されたものの、現在の建物は仮設である。
- 江口の君堂 - 江口の君を祀り、婦人病と子授けの御利益があるとされる。
- 薬師堂
- お染久松の塚
- 役小角像
- 庫裏
- 楼門（竜宮造）
- 地蔵堂
- 三十三所観音堂 - 西国三十三所観音霊場の観音像を祀る。
- 鐘楼 - 梵鐘は宝永5年（1708年）作。
- 石造九重層塔（大東市指定有形文化財） - 金石文によると永仁2年（1294年）に沙弥入蓮と秦氏によって造立されたものであり、北河内地方最古の層塔とされる。室戸台風で最上部を失い、八重層の塔となっていたが、1984年（昭和59年）に地元の中学生によって最上部が発見され、2005年（平成17年）に復元された。
- 南條神社 - 祭神：牛頭天王（スサノオノミコト）。神仏習合のなごりである。
- 山門（西門）

## 文化財

### 大東市指定有形文化財

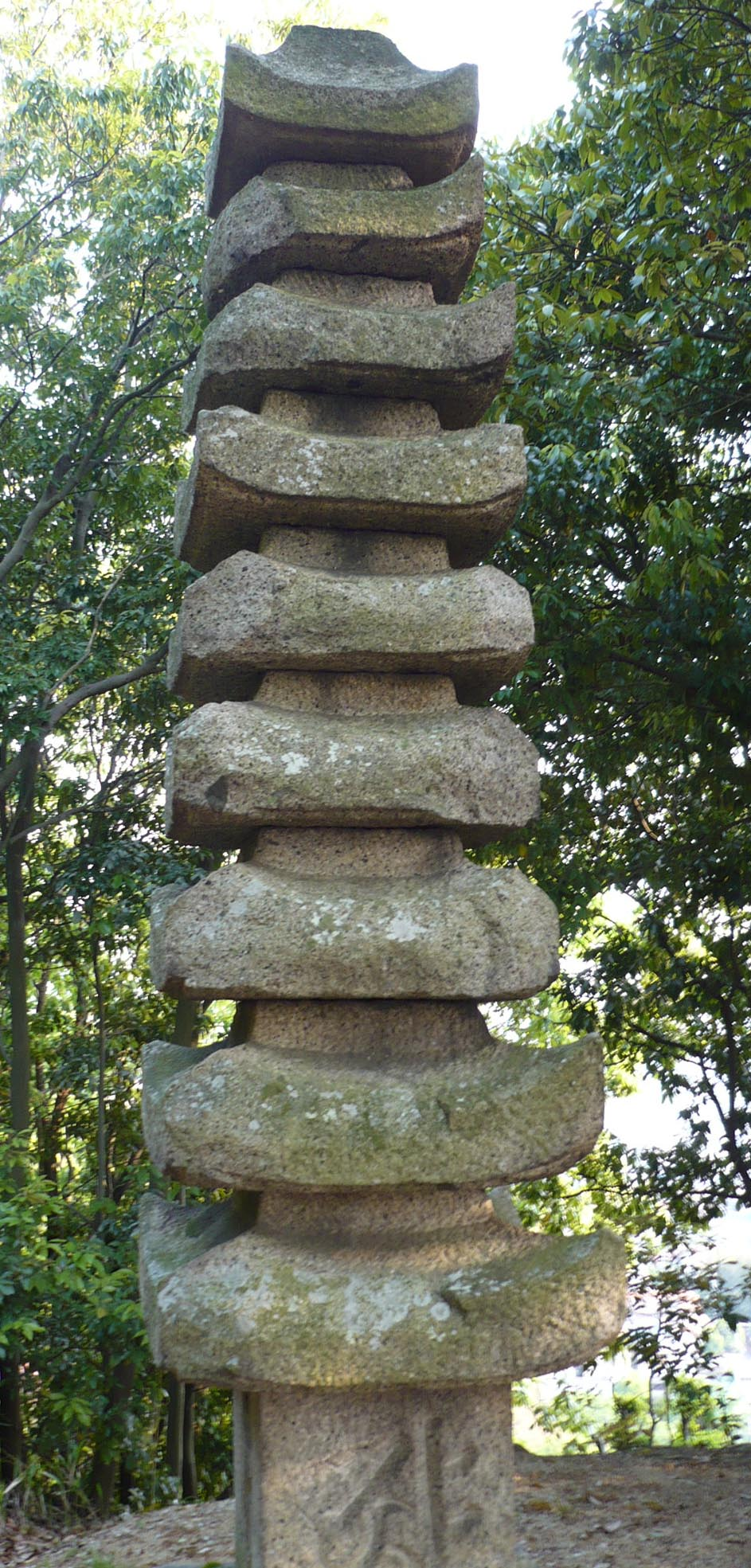
石造九重層塔

- 木造十一面観音菩薩立像 - 当寺の本尊。制作時期は平安時代中頃とされる。当初は聖観音立像であったが、江戸時代前期に十一面観音立像の姿に改変された。
- 石造九重層塔

### その他
- 涅槃絵図
- 本堂壁画『花蝶菩薩』

## 前後の札所
河内西国三十三箇所
33 長栄寺　-　特別客番 慈眼寺　-　特別客番 大念佛寺

## 交通
かつて西側一帯には付近の川（大和川付け替え以降は寝屋川および支流の谷田川）につながる大きな池・深野池があり、大坂側のターミナルである天満橋の八軒家浜から深野池にかけて「野崎詣り」の参拝客向けの屋形船が行き来していた。船の搭乗客の間では、陸路を歩く参拝者と罵り合う風習があったといい、競り勝てば一年の幸を得られる、と信じられたと伝わっている。
鉄道
学研都市線（JR西日本）野崎駅から東へ約1km。
バス
近鉄バス「野崎観音前」バス停（国道170号上）から東へ約200m。

## 慈眼寺を舞台とした作品
- 人形浄瑠璃・歌舞伎『女殺油地獄』（近松門左衛門）
- 人形浄瑠璃・歌舞伎『新版歌祭文』（近松半二） - 通称『野崎村』。
- 上方落語『野崎詣り』
- 『野崎小唄』（作詞：今中楓渓 作曲：大村能章 歌：東海林太郎）